# Dzveli Kveshi
Dzveli Kveshi (en georgiano: ძველი ქვეში; en azerí: Zol-Göyəç) es un pueblo de Georgia ubicado en el centro de la región de Baja Iberia, siendo parte del municipio de Bolnisi.

## Toponimia
En 1990, como resultado del nuevo gobierno independiente de Georgia y su política de cambiar los topónimos históricos de los asentamientos de minorías étnicas en la región, el nombre de la aldea de Zol-Goyadzh (en georgiano: ზოლ-გოიაჯი) se cambió a su nombre actual, Dzveli Kveshi.

## Geografía
Dzveli Kveshi está ubicado en la margen izquierda del río Gueti, a 13 km de Bolnisi.

## Historia
La historia del establecimiento del pueblo coincide con finales del siglo XVIII y mediados del siglo XIX. El nombre original del pueblo era Besh Oylu (en azerí: Beş Öylü, lit. 'Cinco casados'). La razón por la cual el pueblo recibió ese nombre fue que los primeros habitantes de ese pueblo estaban formados por solo cinco familias de habla turca.

## Demografía
La evolución demográfica de Dzveli Kveshi entre 2002 y 2021 fue la siguiente:
| 2183                                            | 1199 |
| (Fuente: Population of Georgia in Soviet times) |      |

Según el censo de 2014, los azeríes constituían el 98% de la población.

## Economía
La población se dedica principalmente a la cría de ganado ovinos, bovinos y el cultivo de huertas.